# Inoffizielle Ringer-Europameisterschaften 1906
Die in heutiger Wertung Inoffiziellen Ringer-Europameisterschaften 1906 fanden am 28. Januar 1906 in Den Haag statt. Die Ringer wurden in drei Gewichtsklassen unterteilt. Gerungen wurde im damals üblichen griechisch-römischen Stil.

## Ergebnisse

### Kategorie bis 75 kg
| Platz | Land        | Sportler     |
| ----- | ----------- | ------------ |
| 1     | Niederlande | W. van Veen  |
| 2     | Niederlande | J. Lorenz    |
| 3     | Niederlande | Josef Mercey |

### Kategorie bis 85 kg
| Platz | Land        | Sportler |
| ----- | ----------- | -------- |
| 1     | Niederlande | F. Togni |
| 2     | Niederlande | G. Heil  |
| 3     | Niederlande | A. Kok   |

### Kategorie über 85 kg
| Platz | Land            | Sportler          |
| ----- | --------------- | ----------------- |
| 1     | Deutsches Reich | Heinrich Rondi    |
| 2     | Niederlande     | C. Kok            |
| 3     | Deutsches Reich | Fritz Stolzenwald |